# Атака на Мальту
Атака на Мальту (ит. Attacco a Malta) или Операция Malta Due — диверсионная операция итальянской 10-й флотилии MAS, осуществлённая 25-26 июля 1941 года на порт и военно-морскую базу Ла-Валлетта против британских военных сил, расположенных на Мальте. Операция потерпела неудачу, погибло значительное количество итальянских морских диверсантов, в том числе и один из организаторов операции и основателей флотилии Тезео Тезеи.

## Предыстория
Мальта, принадлежавшая Великобритании с 1800-х годов, с началом Второй мировой войны стала важным стратегическим пунктом в Средиземном море, а с момента утратой Греции в апреле-мае 1941 года — фактически единственным форпостом Великобритании в Средиземноморье. Владение Мальтой позволяло контролировать судоходные пути стран «оси» из Италии и Южной Франции в Северную Африку. Это было особенно важно, поскольку в Северной Африке происходили серьезные военные сражения итальянцев, а с февраля 1941-го — и немцев против британцев.
Для экспансионистской идеологии итальянского ирредентизма, поддерживаемого фашизмом, остров был одной из тех территорий, которые должны были быть включены во владения будущей Великой Италии — наследницы Римской империи, владычицы всего Средиземноморья.
Исходя из всего этого, с июня 1940 года, вскоре после вступления Италии в войну против Великобритании, началась разработка плана по морскому десантированию и вторжению на Мальту. Операция была названа операция «Геркулес» или операция С3. Данное вторжение постоянно откладывалось, хотя бомбардировочные налёты итальянской и немецкой авиации на Мальту и атаки на морские конвои снабжающие остров были частыми и разрушительными. Вместе с тем, желая ослабить сопротивление британского гарнизона Мальты, а также дестабилизировать работу морского порта Ла-Валлетты, принимающего британские суда, итальянцы начали разрабатывать план по скрытной диверсионной атаке при помощи своего секретного военно-морского подразделения Х-й флотилии специальных средств, имевших на вооружении человекоуправлемые торпеды «Майале», торпедные катера и специальные взрывающиеся катера, а также пловцов-водолазов для выполнения диверсионных работ.
25 апреля 1941 года по указанию адмирала де Куртена началась разработка операции по атаке на Мальту. Её горячим сторонником был сам Тезео Тезеи, один из основателей Х-й флотилии. В частности, он сказал:

«Нужно, чтобы весь мир узнал, что есть итальянцы, которые с величайшей отвагой бросаются на Мальту; потопим ли мы какие-нибудь корабли или нет, не имеет большого значения; важно то, чтобы мы сами были полны решимости взлететь на воздух вместе с торпедой на глазах у противника. Этим мы покажем нашим детям и будущим поколениям, какие жертвы приносятся во имя настоящего идеала и каким путем достигается успех».

Операция осложнялась тем, что берега Мальты были труднодоступны, размещаясь высоко над уровнем моря. Единственная доступная гавань, Валлетта, а также бухта Марса-Мушет, являлись главными морскими воротами на остров и достаточно хорошо охранялись британцами. Кроме того, итальянцы имели весьма скудные данные о состоянии обороны острова, которые ограничивались аэрофотосъемкой.
По плану диверсанты на морских катерах и управляемых торпедах должны были после подрыва моста Сант-Эльмо атаковать стоявшие в главной бухте суда,а также вывести из строя британские подлодки в бухте Марса-Мушет. Командующими операции были назначены командир флотилии Витторио Моккагатта (итал. Vittorio Moccagatta) и специалист по управляемым торпедам Тезео Тезеи.

## Ход операции

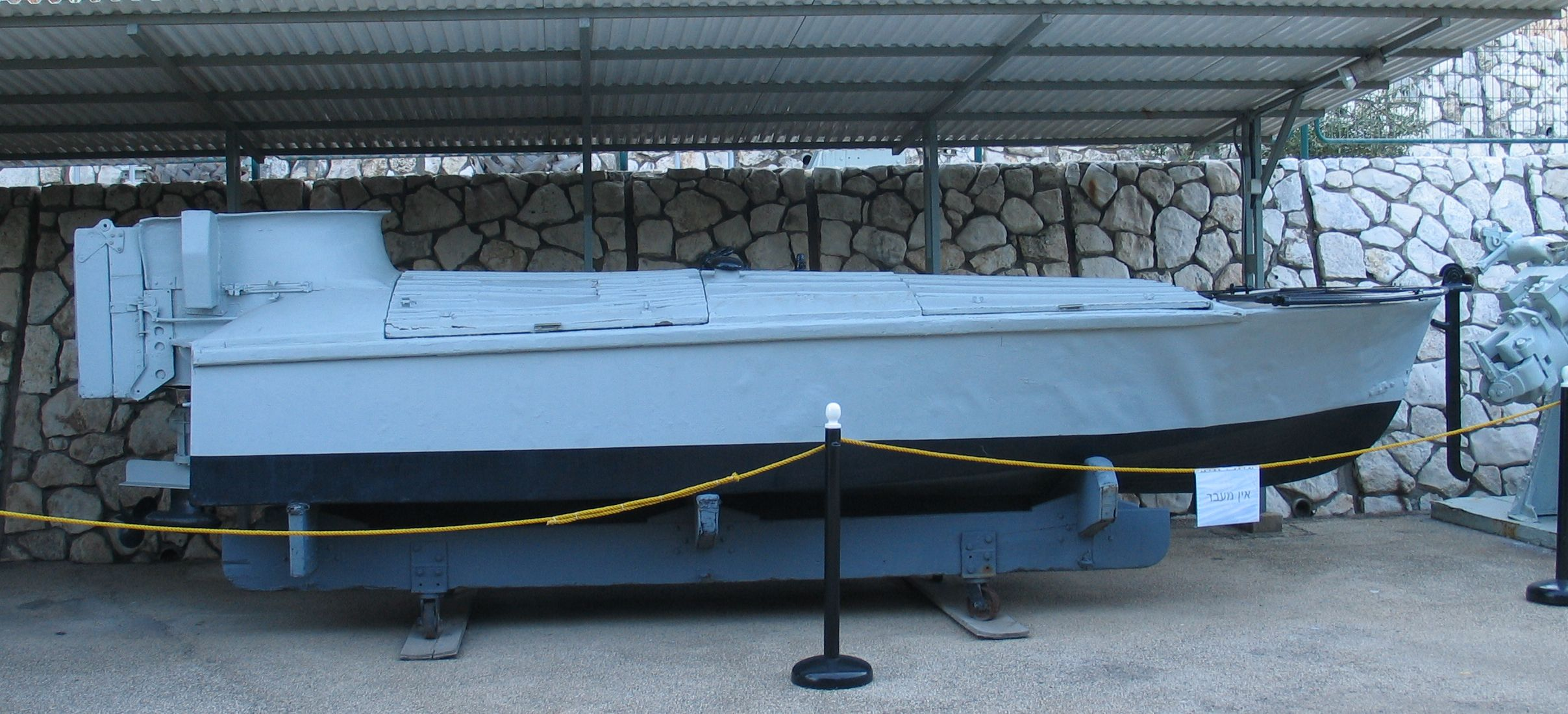
Итальянский взрывающийся катер тип МТМ

Вечером 25 июля, после захода солнца диверсионный отряд Моккагатты вышел из базы около сицилийской Аугусты. Отряд состоял из посыльного судна «Диана», имевшего на борту 9 взрывающихся катеров типа МТМ, а также специального моторного катера MTL для перевозки управляемых торпед «Майале», а также двух моторных катеров, буксировавших торпедный катер[уточнить]. Приближение к Мальте происходило в спокойной обстановке. В 20 милях от острова были спущены все 9 взрывающихся катеров МТМ, при этом один из них затонул. Остальные, сопровождаемые двумя моторными катерами, направлялись на малой скорости к мосту Сант-Эльмо. Для облегчения ориентировки и отвлечения внимания британцев итальянская авиация предварительно совершила три бомбардировочных налёта на Валлетту. Но несоблюдение времени бомбардировки впоследствии сыграло свою роль в провале операции. 
Приблизившись к мосту в 3 часа ночи, Тезеи и Коста спустили свои «Майале» на воду. При этом обнаружилось, что у торпеды Коста проблемы с двигателем. Они пытаются устранить неисправность, но безуспешно. Далее они расходятся: Тезеи-Педретти направились к заграждению моста, Коста-Барла на неисправной торпеде следуют в бухту Марса-Мушет (они не выполнили задание и были захвачены в плен). Остальные участники операции на взрывающихся катерах МТМ ждали сигнала звука взрыва, чтобы начать прорыв в главную гавань, где стояли британские корабли. 
В 4:30 после взрыва заграждения моста управляемой торпедой Тезеи-Педретти, катера МТМ устремились в гавань. Но точной уверенности что заграждение уничтожено не было, поэтому было принято решение направить к нему ещё два взрывающихся катера под управлением Фрасетто и Карабелли. Первый не достиг цели. Второй взорвал опору моста Сант-Эльмо, при этом Карабелли гибнет. Разрушенная опора полностью перекрывает вход в главную бухту. Как только произошёл взрыв, британцы включили и направили прожекторы на оставшиеся 6 катеров под командованием Бозио. Шквальный перекрестный огонь англичан из пулемётов, орудий Бофорса и автоматов остановил катера, а истребители окончательно уничтожили группу Бозио. Оставшиеся экипажи моторных катеров, видя что никто из атаковавших не вернулся, приняли решение возвращаться обратно. Примерно через час, когда уже стало светать, они были замечены британскими истребителями и немедленно атакованы. Оставшиеся в живых 11 человек перебрались на торпедный катер и вскоре их подобрала «Диана». Три итальянских истребителя «Макки» и один британский «Hurricane» были сбиты.

## Итог операции
В общей сложности погибло 15 итальянских диверсантов, ещё 18 были ранены и попали в плен. В списке погибших были командир флотилии Моккагатта, командир надводного отряда Джоббе, Тезеи, медик Фалькомата и др. Одной из причин провала явилось и то,что британцы извлекли уроки из атаки в бухте Суда в марте 1941 года и были готовы к подобным диверсиям, а также имели радиолокаторы, которые обнаружили итальянцев задолго до их атаки. Третий налёт итальянской авиации, призванный отвлечь внимание британцев, не совпал с началом операции, он произошёл раньше, вследствие чего англичане и обнаружили шум моторных катеров.
Таким образом, в отличие от удачной операции в бухте Суда, атака на Мальту провалилась.
Впоследствии подводному отряду 10-й флотилии MAS было присвоено имя Тезео Тезеи, а надводному - имя Витторио Моккагатта.